# Laurentius Nicolaus Typæus
Laurentius Nicolaus Typæus, död 13 maj 1664 i Kuddby församling, Östergötlands län, var en svensk präst.

## Biografi
Laurentius Nicolaus Typæus blev 13 februari 1619 student vid Uppsala universitet och avlade 1625 magisterexamen utomlands. Han prästvigdes 5 juli 1620 till hovpredikant hos pfalzgreven Johan Kasimir av Pfalz-Zweibrücken på Stegeborgs slott. Typæus blev 1630 kyrkoherde i Östra Ny församling och 1652 kyrkoherde i Kuddby församling. Han avled 1664 i Kuddby församling.
Typæus var riksdagsman vid riksdagen 1647, riksdagen 1654 och riksdagen 1660.

### Familj
Typæus gifte sig med en hustru. De fick tillsammans barnen kronofogden Petrus Typæus i Östergötlands län, studenten Laurentius Typæus (död 1689) vid Uppsala universitet, Kerstin Typæus som var gift med kyrkoherden Nicolaus Kling i Dagsbergs församling, Anna Typæus som var gift med kollegan Benedictus Magni Phoenix vid Söderköpings trivialskola och Karin Typæus som var gift med rektorn C. Laurbecchius vid Söderköpings trivialskola och Adam Hansson Blackstadius.